# Maldita Castilla
Maldita Castilla è un videogioco a piattaforme indipendente creato dallo sviluppatore spagnolo Juan Antonio Becerra (noto come Locomalito) e pubblicato come freeware il 12 dicembre 2012 per Microsoft Windows. Successivamente convertito per Linux, Ouya e macOS, il gioco è un omaggio a diversi videogiochi degli anni 1980 fra i quali Ghosts 'n Goblins, Tiger Road, Black Tiger, Shinobi, Rygar, Karnov, Rastan e Trojan. L'ambientazione del gioco è ispirata al folklore europeo, in particolar modo alla mitologia spagnola.
Nel 2016 Abylight Studios ha pubblicato una versione commerciale ed estesa del videogioco per Steam, PlayStation 4, Xbox One e Nintendo 3DS dal titolo Cursed Castilla, anche noto come Maldita Castilla EX, senza alterare le modalità di distribuzione del gioco originale.

## Trama
Anno del Signore 1081. Innumerevoli battaglie hanno lasciato dietro a sé un mare di dolore. Corre voce che Moura piangesse il suo defunto amato, quando un antico demone udì i suoi lamenti. Sedotta dalla Bestia, Moura trasformò le sue lacrime in una chiave magica. E così, con questa chiave, i demoni furono rilasciati nel regno di Castiglia. Toccherà a Don Ramiro, il campione del Re, assieme ai suoi compagni sconfiggere il male che ha preso possesso del Regno.

## Modalità di gioco
Il gioco utilizza le classiche meccaniche dei videogiochi d'azione sparatutto in due dimensioni. Don Ramiro possiede tre vite suddivise in tre punti ferita rappresentati da cuori, lancia principalmente delle daghe per sbarazzarsi dei nemici, aprire i forzieri e scovare segreti. Se il giocatore dovesse perdere tutte le vite a sua disposizione, si potrà usufruire di continue infiniti, ma dopo il quarto verrà sacrificata l'anima di Don Ramiro. Ci sono infine diversi requisiti per poter vedere il "finale buono".

### Le armi
- Daghe: volano dritto e sono veloci.
- Asce: infliggono danni maggiori, ma volano a parabola.
- Palle chiodate: lente da lanciare ma con portata maggiore.
- Falcetti: tornano al mittente come fossero dei boomerang.

### I bonus
- Stivali di velocità: aumentano la velocità di movimento.
- Scudo: protegge da un colpo prima di essere perso, aggiungendo di fatto un punto ferita bonus.
- Pozione magica: rende Don Ramiro invincibile per un breve tempo.
- Fiore blu: evoca una fatina aiutante.
- Sfera magica: rende visibile l'invisibile.
- Chiavi: aprono porte.

Ci sono altri oggetti nascosti, quali le lacrime di Moura o la nota di Jean Raymond, indispensabili per ottenere il finale migliore.

### Personaggi
- Il Re (The King): il Re del regno di Castiglia, incarica i suoi 4 campioni di liberare il regno dall'invasione dei demoni e dei non-morti al servizio di Luzfarel.
- Don Ramiro: il campione del Re incaricato di sconfiggere l'invasione demoniaca a Castiglia assieme ad altri tre suoi compagni. È l'unico personaggio giocabile del gioco.
- Quesada: un altro campione del Re, interamente coperto da un'armatura che non fa vedere il suo volto. Questo personaggio, oltre che all'inizio, si vede solamente nella prima parte del Capitolo 2. Qui aiuterà Don Ramiro e gli altri campioni contro delle arpie, ma verrà ucciso dall'Avvoltoio Bicefalo.
- Mendoza: un altro campione del Re, un omaccione di alta statura e fisicamente grosso che usa l'ascia. Come Don Ramiro, porta un'armatura e una maglia con la croce patente disegnata, ma molto più grande per via del suo fisico. Prima aiuterà Don Ramiro e gli altri campioni contro le arpie e l'Avvoltoio Bicefalo, poi arrivando nella Foresta Maledetta (Cursed Forest) verrà posseduto da energie demoniache e attaccherà il protagonista. Don Ramiro sarà quindi costretto ad ucciderlo.
- Don Diego: un altro campione del Re, un arciere molto veloce. Proprio come Mendoza, prima aiuterà Don Ramiro e gli altri campioni contro le arpie e l'Avvoltoio Bicefalo, poi nella foresta verrà posseduto dalle forze demoniache e quindi ucciso da Don Ramiro.
- Bu: un piccolo uccello demoniaco che ingannerà Don Ramiro nella palude di Malaventura, fingendo di aiutarlo facendogli luce in una grotta per portarlo in una trappola creata da lui. Don Ramiro tuttavia lo ucciderà e riuscirà a disattivarla.
- Moura: una ragazza che, a causa della perdita in guerra del suo amato, soffrì molto. Il demone Luzfarel trasformò le sue lacrime in una chiave, che aprì l'accesso dell'Inferno per il mondo terreno. Moura diventerà subito dopo una donna-serpente al servizio del demone e a guardia del portale, e verrà uccisa in combattimento da Don Ramiro.
- Luzfarel: il capo dell'armata demoniaca che ha invaso e distrutto il regno di Castilla. È riuscito a portare i suoi demoni nel mondo terreno trasformando le lacrime di Moura in una chiave magica di un portale demoniaco, e inoltre il suo potere oscuro è riuscito a corrompere anche molti umani e animali tramutandoli in non-morti o in creature assetate di sangue. Verrà ucciso da Don Ramiro, che cosi facendo porrà fine alla sua invasione.

### Capitoli
Il gioco è suddiviso in sei capitoli. Ognuno di questi ha un numero variabile di livelli e di boss, ma sempre un boss di fine capitolo.
- Tolomera del Rey: un villaggio maledetto dove i suoi abitanti sono diventati degli Zombie. Il capitolo si svolge prima all'aperto nel villaggio dove, arrivando a una sala vicino ad un patibolo, bisognerà sconfiggere il Cavaliere Decapitato. Passando per la sua sala si raggiungerà una cantina piena di corpi decapitati e di barili di vino piena di vermi giganti, dove il boss sarà il loro capo Zarrampla.
- Road of the Harpies: una zona infestata da Arpie e altre creature volanti pericolose. Nel primo livello Don Ramiro sarà su un carro assieme agli altri tre campioni, attaccato da una moltitudine di arpie e dal potente Avvoltoio Bicefalo, che ucciderà Quesada. Successivamente congederà gli altri due campioni, dicendo loro che li avrebbe incontrati dopo nella Foresta Maledetta. Il resto del capitolo si svolge salendo su una via piena di mulini a vento, dove si incontrerà alla loro fine il potente Nuberu.
- The Alcazar: un castello-palazzo reale interamente maledetto, dove chiunque vi ci abitava è diventato non-morto. Nella prima parte del capitolo si starà nel castello, pieno di guerrieri non-morti, sino a giungere alle sue segrete, dimorate dagli scheletri viventi degli ex-prigionieri. In queste segrete vi è anche una Manticora come boss. Dopo averla sconfitta bisognerà salire in una pericolosa via dove delle statue animate attaccheranno da ogni parte, sino a giungere ad una biblioteca in fiamme piena di demonietti del fuoco e vampate che arrivano all'improvviso. Alla fine della biblioteca vi si troverà Don Chisciotte, posseduto dal male e diventato un demone, come boss di fine capitolo.
- The Swamp of Malaventura: una palude oscura e maledetta, piena di varie creature pericolose. Il capitolo si svolge prima all'aperto nella palude, dove si incontrerà la gigantesca tartaruga Tarasca. Successivamente ci sarà una grotta piena di creature simili a Bigfoot o Troll dove si incontrerà Bu, un volatile demoniaco che ingannerà Don Ramiro portandolo in una trappola. Una volta sconfitto, Don Ramiro si troverà in una sala piena di urne funerarie dove vi sono gli Spiriti Guardiani.
- Cursed Forest: la foresta maledetta dimorata da Moura, la ragazza che ha aperto l'accesso all'invasione demoniaca. Il capitolo si svolge interamente nella foresta, e inizialmente Don Ramiro incontrerà i suoi alleati Mendoza e Don Diego come promesso. Questi però sono posseduti dai demoni, e saranno il primo boss del capitolo. Successivamente si arriverà al portare demoniaco per il regno di Luzfarel, segnato da un pentacolo, e bisognerà sconfiggere Moura.
- The Realm of Pain: l'inferno dimorato da Luzfarel, raggiungibile dal portale demoniaco. Nella prima fase del capitolo bisognerà attraversare un fiume infernale simile allo Stige sulla barca di un misterioso traghettatore scheletrico simile a Caronte, dove in aria ci saranno dei piccoli demoni e in acqua degli enormi serpenti marini. La seconda parte del fiume è invece piena di talmente tanti teschi che ci si può camminare sopra, e vi è anche un relitto. Alla fine del fiume vi saranno le porte della fortezza di Luzfarel, che è un grosso castello oscuro pieno di oro e ricchezze di vario tipo. Qui, dopo una lunga strada, bisognerà affrontare un'altra manticora proposta però come normale nemico ma identica a quella affrontata come Boss, e dopo un'altra lunga strada si arriverà alla sala di Luzfarel. Qui ci sarà la battaglia finale del gioco.

### I Boss
- Re Coccatrice: non propriamente un boss, è un nemico unico che si affronta alla fine del primo livello. Si tratta di un'enorme coccatrice, un gallo col corpo di serpente, avvolto su una grande croce. Viene sconfitto con pochissimi colpi, e una volta morto la croce dove era avvolto rimarrà comunque in piedi.
- Cavaliere decapitato (Beheaded Knight): il primo boss effettivo del gioco. Un cavaliere che è stato decapitato, intuibilmente nel patibolo presente poco prima di affrontarlo. Attacca solamente sparando del fuoco con la spada, e può essere colpito solo quando sta attaccando in quanto abbassa il suo scudo. Una versione molto più debole si troverà più in là come nemico unico nel primo livello del quarto capitolo.
- Zarrampla: un colossale e vorace verme che dimora in una cantina di vini, boss finale del capitolo 1. Attacca sparando un veleno appiccicoso che rimane nel terreno per un po', e viene aiutato da alcune larve giganti che sono intuibilmente i suoi figli. Appena sconfitto, esplode.
- Avvoltoio bicefalo (Two-headed Vulture): un enorme avvoltoio con due teste che attacca Don Ramiro mentre è su un carro con i suoi alleati partiti in missione, e appena arriva uccide il loro amico Quesada. Attacca solamente volando addosso, e inoltre gli alleati di Don Ramiro contribuiranno a sferrare alcuni colpi contro di lui. Appena sconfitto, vola via dolorante e probabilmente non muore.
- Nuberu: un mago-divinità del tuono e dei cieli, boss finale del capitolo 2. Si combatte in una difficile battaglia aerea sulle nuvole dove lancerà tornadi e fulmini. È possibile che sia lui il capo dell'avvoltoio bicefalo e dei volatili trovati nel suo capitolo. Quando sconfitto, morirà e svanirà nel nulla.
- Manticora: una creatura dalla testa di uomo barbuto, il corpo da leone e la coda di scorpione, che si trova sempre nelle segrete di castelli. Attacca solamente sparando fuoco o tentando di schiacciare con la sua enorme mole. Inizialmente appare come boss nel capitolo 3, messa nella prigione dell'Alcazar a sorvegliare i detenuti ormai resi non-morti. Successivamente se ne incontra un altro esemplare nel capitolo 6 come nemico normale proprio come accade col Cavaliere Decapitato: questo esemplare però, al contrario di come accade con lui, non ricompare indebolito ma esattamente uguale all'altro esemplare combattuto come boss. Questa seconda manticora sorveglia l'oro di Luzfarel nelle segrete della sua fortezza.
- Don Chisciotte impazzito (Crazy Quixote): trovabile alla fine di una libreria nel mezzo di un incendio, è il famoso cavaliere della letteratura spagnola trasformato in uno spietato guerriero demoniaco coperto di acciaio, boss finale del capitolo 3. Attacca in vari modi, lanciando coltelli asce o pagine del suo romanzo Amadigi di Gaula. Dato il livello, a volte arriveranno delle palle di fuoco dal soffitto, e una volta schivate queste renderanno vulnerabile Don Chiosciotte. Una volta sconfitto cadrà esanime nel catasto di libri infuocati. Questo personaggio è un chiaro riferimento all'origine spagnola del gioco.
- Tarasca: una tartaruga gigante che vive in una palude maledetta. Attacca lanciando delle sfere e nel frattempo verrà aiutata da alcuni Spettri d'acqua, e può essere danneggiata solo in testa. Una volta sconfitta non muore, ma diventerà una semplice tartaruga, facendo intuire che si trattasse di una normale tartaruga posseduta dalle forze demoniache.
- Ciclope: un gigante peloso monocolo che vive in una grotta della palude di Malaventura. Non è propriamente un boss, ma è un nemico unico trovabile verso la fine del livello. Si uccide con pochi colpi.
- Bu: un piccolo uccello demoniaco che, non essendo capace di attaccare, decide di portare Don Ramiro in una trappola spinosa per ucciderlo. Per poterlo fare, si finge suo amico e gli fa luce nella grotta buia della palude maledetta. Una volta che lo ha portato nella trappola, lui rivelerà l'inganno e la attiverà, e bisognerà semplicemente ucciderlo velocemente prima che il muro di spine cali del tutto. Una volta ucciso, Don Ramiro si salverà dalla pericolosa trappola.
- Spiriti guardiani (Guardian Spirit): gli spiriti di coloro che hanno giurato di proteggere Moura, boss finale del capitolo 4. La battaglia si svolge subito dopo la sconfitta di Bu, in una sala con una statua e delle urne funerarie. Prima bisognerà sconfiggere degli spiriti "minori", poi ne apparirà uno più grande e forte.
- Mendoza & Don Diego: gli altri campioni del re impegnati nella guerra. Dopo la sconfitta dell'avvoltoio bicefalo e la perdita del loro compagno Quesada, Don Ramiro si divide da loro due e dice che li avrebbe incontrati nella Foresta Maledetta. I due arrivano a destinazione ma vengono posseduti da forze demoniache e zombificati, come accaduto con la maggior parte della gente del regno. Don Ramiro è quindi costretto a combatterli e ucciderli, e a fine lotta scaverà delle tombe in loro onore giurando di vendicarli per quello che gli era stato fatto da Luzfarel.
- Calderone: la pentola del Diavolo. Un calderone gigantesco demoniaco che attacca solamente sparando delle bolle tossiche e ustionanti, e tenterà di distruggere con esse il terreno sotto di lui per far cadere Don Ramiro. Come il Re Coccatrice, il Ciclope e altri nemici unici, non è propriamente un boss in quanto combattendo contro di lui non appare la barra di energia solita dei boss.
- Moura: ragazza che ha aperto l'accesso ai demoni col suo dolore, dovuto alla perdita del marito in guerra, poiché Luzfarel trasformò le sue lacrime in una chiave magica che collegava il suo regno infernale con quello terreno. Moura è completamente al servizio del demone e trasformata in una potente strega metà donna metà serpente, ed è il boss finale del capitolo 5. Essa è nel profondo della Foresta Maledetta e sorveglia il portale demoniaco, marchiato da un pentacolo gigante, ed è molto difficile da battere. La battaglia contro di lei si divide in due fasi: nella prima ci sarà lei in forma umana, poi una volta sconfitta improvvisamente si spoglierà dei suoi abiti e rivelerà la sua forma col corpo di serpente. In entrambe le battaglie verrà aiutata da alcuni serpenti velenosi, e nella seconda fase potrà anche difendersi con degli specchi magici. Una volta uccisa, il suo corpo prima esploderà nella parte superiore lasciando solo la coda di serpente, poi esploderà anche questa.
- Mietitore corazzato (Armored Death): uno spirito maligno corazzato a guardia della fortezza di Luzfarel nell'inferno.
- Luzfarel: un fortissimo demone per metà uomo e metà uccello, responsabile dell'invasione demoniaca e di tutte le sue conseguenze. Esso si troverà su una tavolata simile a quella de "L'ultima Cena" assieme ad altri demoni, e bisognerà prima sconfiggere quei demoni e poi successivamente lui stesso in una battaglia veramente difficile.
- Cuore malvagio (Evil Heart): il boss finale del gioco, è il cuore di Luzfarel. Esso esce dal suo corpo non appena il demone viene ucciso, e sa volare. Una volta distrutto, il demone sarà completamente morto e il gioco concluso.